# 厚木市役所

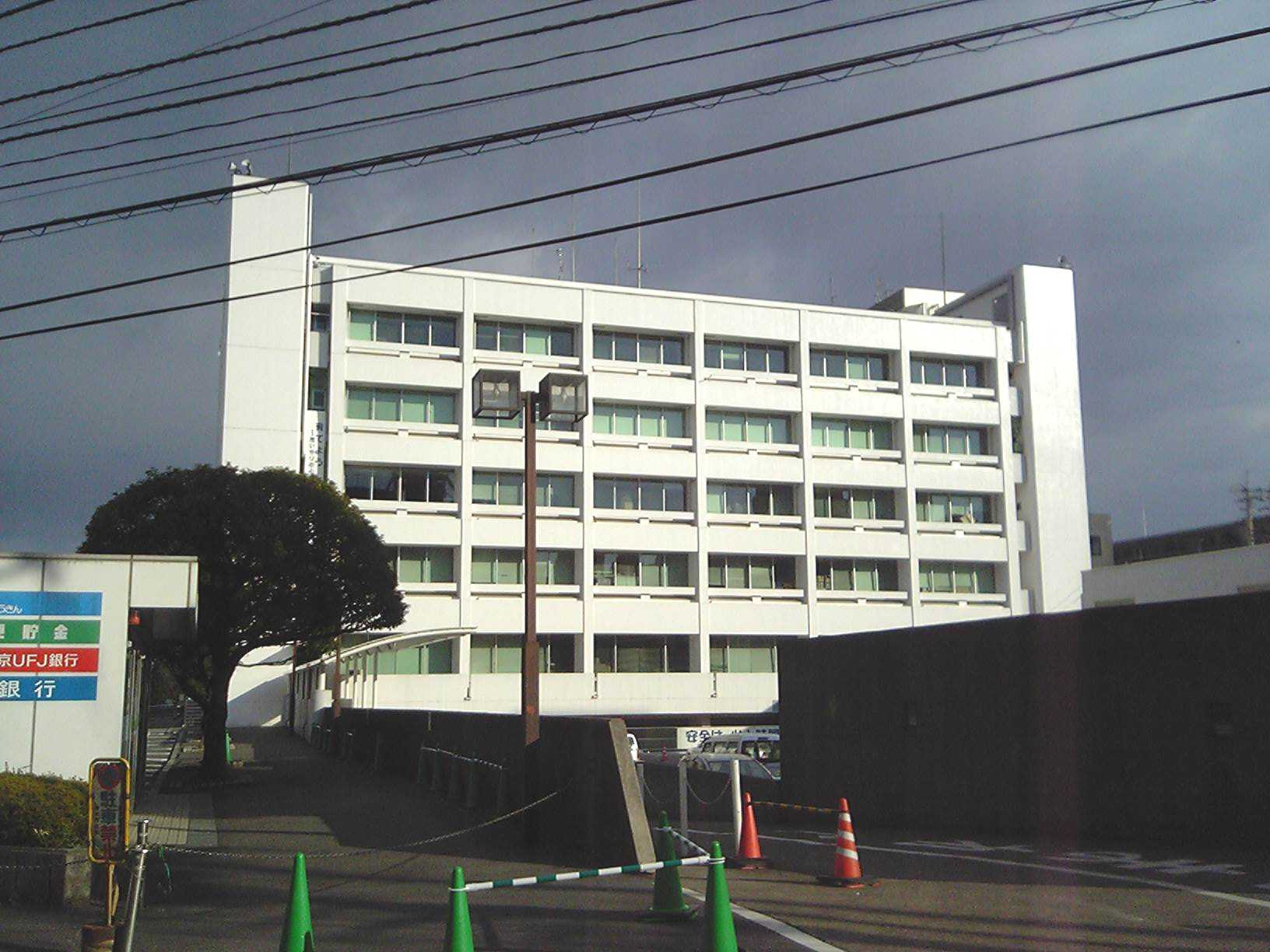
厚木市役所

厚木市役所（あつぎしやくしょ）は、日本の地方公共団体である厚木市の組織が入る施設（役所）である。

## 本庁舎

### 所在地
- 〒243-8511
- 住所：神奈川県厚木市中町3丁目17番17号（北緯35度26分35秒 東経139度21分44.8秒 / 北緯35.44306度 東経139.362444度）

### 開庁時間
- 8時30分から17時15分（月曜日から金曜日）
- 本庁舎1階市民課・国保年金課は土曜日（8時30分～正午）も開庁。

閉庁日
- 土曜日・日曜日・祝日・年末年始（12月29日～1月3日）

### アクセス
- 本厚木駅（小田急小田原線）から徒歩8分

### 庁舎
| 階 | 概 要 |
| -- | --- |
| 5F | 議会事務局議会総務課、議場、正副議長室、議長応接室、議員控室、第1・第2委員会                                                                      |
| 4F | 市長室、副市長室、秘書課、企画政策課、行政経営課、広域政策課、情報政策課、職員課、大会議室A・B                                                    |
| 3F | 広報課、文書法制課、行政総務課、契約課、工事検査課、財政課、管財課、選挙管理委員会事務局、土地開発公社、特別会議室、第1・第2・第3・第4・第5会議室 |
| 2F | 市民税課、資産税課、納税課、医療政策課、介護保険課、高齢福祉課                                                                                    |
| 1F | 市民課、国保年金課、会計課、市政情報コーナー |

## 第二庁舎・厚木ビジネスタワー

### 所在地
- 〒243-0018
- 住所：厚木市中町3-16-1　厚木市役所第二庁舎（北緯35度26分36秒 東経139度21分40秒 / 北緯35.44333度 東経139.36111度）

### 開庁時間
- 午前8時30分～午後5時15分
- 閉庁日：土曜日・日曜日・祝日・年末年始（12月29日～1月3日）

### アクセス
- 本厚木駅または厚木バスセンターから徒歩9分

### 庁舎
| 階  | 概 要                                                                      |
| --- | -------------------------------------------------------------------------- |
| 15F | 地域再生課、河川課、公園緑地課、農業委員会                                 |
| 14F | 都市整備総務課、都市再生課、下水道総務課、下水道施設課、下水道許認可指導課 |
| 13F | 建築指導課、開発指導課、開発審査課、監査事務局                             |
| 12F | 建築工事課、住宅政策課、都市計画課                                         |
| 11F | 斎場施設整備課、国県道対策課、生活道路課、幹線市道課、交通渋滞対策課       |
| 10F | 道路総務課、道路維持課、道路管理課                                         |
| 9F  | 教育研究所                                                                 |
| 8F  | 産業政策課、商業振興課、農業政策課、観光政策課                             |
| 7F  | 環境総務課、生活環境課、資源対策課                                         |
| 6F  | 青少年教育相談センター                                                     |
| 5F  | 教育総務課、教職員課、保健給食課、教育施設課、文化財課                     |
| 4F  | 学校教育課、地域学習課、スポーツ振興課、スポーツ施設課、                   |
| 3F  | 市民活動推進課、生涯学習課、生活安全課、交通安全課                         |
| 2F  | 人権推進課、生活福祉課、福祉総務課                                         |
| 1F  | 障害福祉課、児童福祉課                                                     |

## 厚木市役所（ルリエ本厚木ビル）

### 所在地
- 〒243-0003
- 住所：厚木市寿町3-1-1　ルリエ本厚木ビル（北緯35度26分37.6秒 東経139度21分47.8秒 / 北緯35.443778度 東経139.363278度）

### 開庁時間
- 午前8時30分～午後5時15分
- 閉庁日：土曜日・日曜日・祝日・年末年始（12月29日～1月3日）

### アクセス
- 本厚木駅または厚木バスセンターから徒歩8分

### 取扱業務
- 防災対策課、会議室1101

## 連絡所

### 本厚木駅連絡所

#### 所在地
- 〒243-0013
- 住所：厚木市泉町1-1（本厚木駅舎内）

#### 開庁時間
- 午前8時30分～午後5時15分
- 閉庁日：祝日・年末年始（12月29日～1月3日）

#### 取扱業務
平日に交付しているもの
- 住民票・戸籍謄抄本・印鑑証明書の交付
- 年金受給に関わる現況証明の交付
- 市・県民税課税証明書、納税証明書、評価証明書等の証明

土曜日・日曜日に交付しているもの
- 住民票・戸籍謄抄本・印鑑証明書の交付
- 年金受給に関わる現況証明の交付

### 愛甲石田駅連絡所

#### 所在地
- 〒243-0035
- 住所：厚木市愛甲1033-2

#### 開庁時間
- 平日：午前8時30分～午後7時30分
- 土曜・日曜：午前9時～午後5時15分
- 休所日：祝日・年末年始(12月29日～1月3日)

#### 取扱業務
平日の5時まで交付できるもの
- 住民票・戸籍謄抄本・印鑑証明書の交付
- 年金受給に関わる現況証明の交付
- 市・県民税課税証明書、納税証明書、評価証明書等の証明

平日の5時以降に交付できるもの
- 住民票・印鑑証明証の交付
- 年金受給に関わる現況証明の交付

土・日曜日に交付できるもの
- 住民票・戸籍謄抄本・印鑑証明書の交付
- 年金受給に関わる現況証明の交付

## 公民館・地区市民センター

### 公民館
利用時間
- 9時～22時
- 年末年始（12月29日～1月3日）は休館日

### 市民センター業務
利用時間
- 8時30分～17時15分
- 年末年始（12月29日～1月3日）、国民の祝日及び休日

業務内容
- 行政上の相談事項（陳情・要望の取り扱い）
- 地域福祉の推進
- 地区におけるごみ減量及び資源化の推進
- 各種証明書の交付（基本的に平日のみ）
  - 住民票の写し（住民票記載事項証明）
  - 戸籍の謄抄本（全部・個人事項証明）
  - 戸籍の附票の写し
  - 印鑑登録証明書
  - 身分証明書
  - 年金受給者等に係る現況証明書
  - 市税に係る証明書
- 土・日曜日の税証明発行は事前に市民税課へ電話予約が必要

### 所在地・公民館業務

#### 厚木北公民館・地区市民センター
- 住所：厚木市元町9-4

公民館業務
- 調理室、会議室、ホール、集会室、和室

その他
- 各種証明書の交付の土・日曜日の交付は不可。

#### 厚木南公民館・地区市民センター
- 住所：厚木市旭町3-14-4

公民館業務
- 会議室、集会室、調理室、和室、ホールあさひ

その他
- 各種証明書の交付の土・日曜日の交付は不可。

#### 依知北公民館・地区市民センター
- 住所：厚木市上依知1313-1

公民館業務
- 集会室、会議室、調理室、和室、体育室、保育コーナー、図書室

#### 依知南公民館・地区市民センター
- 住所：厚木市下依知406-1

公民館業務
- 展示室、調理実習室、集会室、和室、小会議室兼図書閲覧室

#### 睦合北公民館・地区市民センター
- 住所：厚木市三田2735-1

公民館業務
- 大・小会議室、調理実習室、和室、体育室、図書室

#### 睦合南公民館・地区市民センター
- 住所：厚木市妻田北1-18-33

公民館業務
- 展示室、調理実習室、集会室、和室、小会議室兼図書閲覧室

#### 荻野公民館・地区市民センター
- 住所：厚木市鳶尾2-25-10

公民館業務
- 事務室、図書室、展示室、調理室、集会室、和室

#### 荻野公民館上荻野分館・市役所連絡所
- 住所：厚木市上荻野1925-1

公民館業務
- 事務室、図書室、集会室、調理室、和室、体育室

連絡所業務
- 戸籍の謄抄本（全部・個人事項証明）
  - 住民票の写し（住民票記載事項証明）
  - 印鑑登録証明書
  - 年金受給等に係る現況証明
  - 各種税証明書
- 税証明以外の証明は土曜・日曜には発行不可

#### 小鮎公民館・地区市民センター
- 住所：厚木市飯山3526-2

公民館業務
- 集会室、会議室、和室、調理実習室、体育室、保育室、図書室

#### 玉川公民館・地区市民センター
- 住所：厚木市七沢175-6

公民館業務
- プレイホール、工作室Ⅰ・Ⅱ、会議室、調理室、集会室
- 和室、音楽室、屋外工作室、陶芸窯、図書室

#### 南毛利公民館・地区市民センター
- 住所：厚木市温水西1-17-1

公民館業務
- 多目的ホール、集会室、会議室、調理室、和室

#### 相川公民館・地区市民センター
- 住所：厚木市下津古久703-2

公民館業務
- 集会室、調理室、保育室、小会議室、体育室、和室、図書室

#### 緑ケ丘公民館・地区市民センター
- 住所：厚木市緑ヶ丘2-2-1

公民館業務
- 学習室、工作室、体育室、男子・女子更衣室(シャワー完備)
- 和室、会議室、調理実習室、図書室

#### 愛甲公民館・地区市民センター
- 住所：厚木市愛甲2783

公民館業務
- 集会室、展示室、談話室、和室、実習室、小会議室、図書室

その他
- 各種証明書の交付の土・日曜日の交付は不可。

#### 森の里公民館・地区市民センター
- 住所：厚木市森の里1-31-1

公民館業務
- 保育室、体育室、男子・女子更衣室（シャワー完備）
- 集会室、和室、会議室、調理実習室、図書室